# Gastrotheca ruizi
Gastrotheca ruizi és una espècie de granota de la família Amphignathodontidae. És endèmica de Colòmbia. El seu hàbitat natural inclou montans tropicals o subtropicals secs, aiguamolls d'aigua dolça i corrents intermitents d'aigua dolça. Està amenaçada d'extinció per la pèrdua del seu hàbitat natural.